# Geldulfus

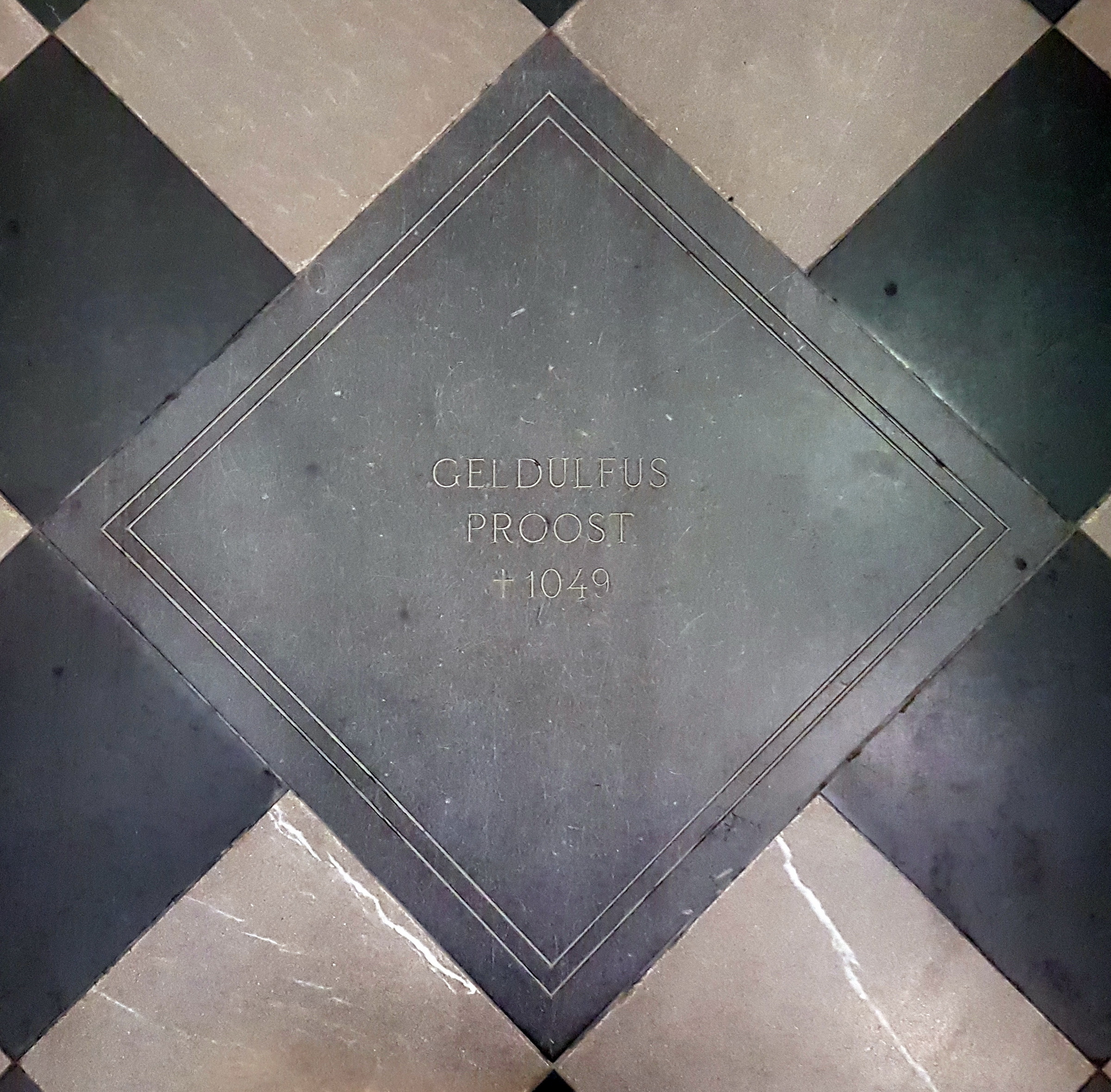
Tegel op het graf van Geldulfus in medio ecclesiae

Geldulfus (1e helft 11e eeuw) was een middeleeuws geestelijke en kerkenbouwer, die als proost aan het hoofd stond van het Sint-Servaaskapittel in Maastricht.

## Biografische schets
Over het leven van Geldulfus is weinig bekend. Jocundus, een Franse benedictijn die enkele tientallen jaren na Geldulfus' dood opdracht kreeg een nieuwe vita over het leven van Sint-Servaas te schrijven, noemt hem als proost van de Sint-Servaaskerk. Volgens Jocundus was Geldulfus degene die de kerk 'vergrootte', dus waarschijnlijk was hij niet de eerste bouwheer van de romaanse Sint-Servaaskerk, waarvoor alle eerdere bouwwerken gesloopt waren. Geldulfus voltooide dus waarschijnlijk de laat-10e of vroeg-11e-eeuwse kerk, die op 12 augustus 1039 werd ingewijd in aanwezigheid van koning Hendrik III en twaalf bisschoppen. Tijdens deze plechtigheid, waarbij Geldulfus de gastheer was, vond de elevatio van de relieken van de 6e-eeuwse Maastrichtse bisschoppen Monulfus en Gondulfus plaats. De beenderen van de heiligen werden uit het graf gelicht en in een nog bestaande laat-Romeinse sarcofaag in de crypte geplaatst. Op het vermeende graf in medio ecclesiae (in de middenas van de kerk) werd enkele decennia later de cenotaaf van Monulfus en Gondulfus opgericht. Drie dagen na de kerkwijding vond in de kerk een Festkrönung plaats, een feestelijke herkroningsplechtigheid in aanwezigheid van de koning en de Lotharingse edelen.

## Bouw Sint-Servaaskerk
Van de driebeukige kerk die Geldulfus bouwde (of uitbreidde), zijn alleen het middenschip bewaard, delen van de oostcrypte en kleine crypte en wellicht de onderste delen van het westwerk. Om de groeiende pelgrimsstromen naar het graf van Sint-Servaas in goede banen te leiden, liet Geldulfus of een van zijn voorgangers een transept bouwen met polygonale uiteinden, waarvan in 1981 delen werden teruggevonden onder de huidige schatkamer. Waarschijnlijk bevonden zich in de omgangen van de transeptafsluitingen de toegangen tot het graf van Sint-Servaas, het middelpunt van de bedevaartkerk en het doel van menige bedevaart. De pelgrimsstroom daalde aan de ene kant af naar de oostcrypte, bereikte via een overwelfde gang de kleine crypte met de confessio, en verliet daarna het ondergrondse deel via de opgang in het andere transept.. Het koor werd in de 12e eeuw vervangen door het huidige (met dwerggalerij en koortorens); de polygonale transeptarmen waren al eerder door een van zijn opvolgers, wellicht Humbertus, vervangen door een rechthoekig transept.
In 1953 zijn in de pandhof van de Sint-Servaaskerk de fundamenten van een klein zaalkerkje opgegraven. Deze kapel (wellicht een doopkapel?) dateert eveneens uit de tijd van Geldulfus.
Volgens de architectuurhistoricus Aart Mekking kan uit de bouwhistorie van de kerk worden afgelezen dat de bouwheren van de Sint-Servaaskerk – waarvan Geldulfus een van de meest prominente was – op zeker moment ervoor heeft gekozen om een bepaald bouwschema te verlaten om een ander, ambitieuzer schema na te volgen. Dit ambitieuzere schema was een directe imitatie van de grote rijkskerken in het Duitse Rijnland, zoals de Dom van Spiers, de Abdij Limburg an der Hardt en de Dom van Mainz. Volgens Mekking zou de Salische keizer Koenraad II, en na hem zijn zoon Hendrik III, ermee hebben willen uitdrukken dat de Sint-Servaaskerk een rijkskerk was, die aan de Saliërs toebehoorde. Hendrik III was niet alleen aanwezig bij de inwijding van de kerk in 1039, hij bezocht de kerk daarna ook nog minstens vijf maal, waarvan twee keer met Pasen, een teken van onderscheiding voor de kerk en de gastheer, proost Geldulfus.

## Grafkruis

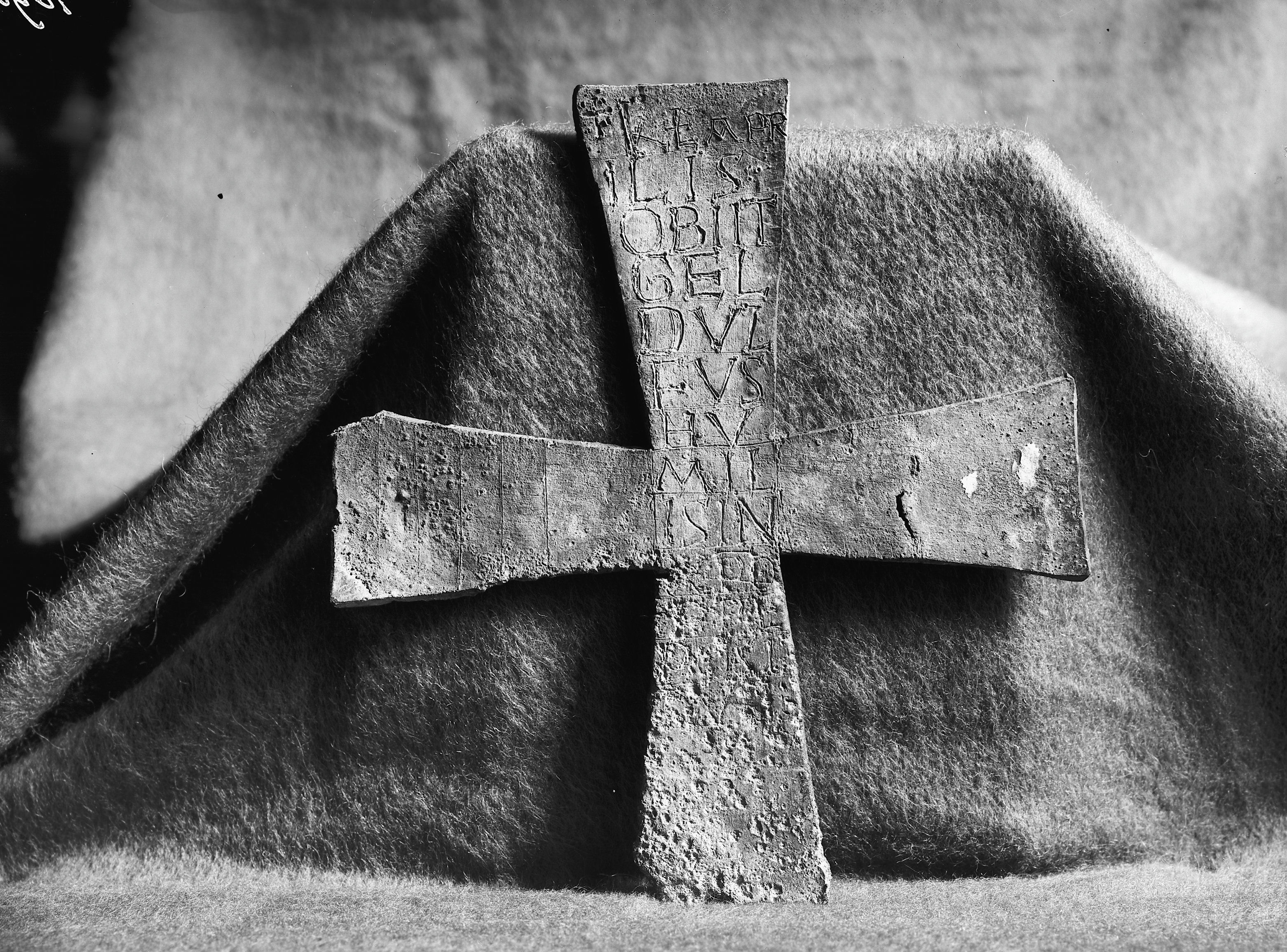
Grafkruis van Geldulfus

Het is niet bekend in welk jaar Geldulfus is overleden, wel dat hij begin april overleed en dat hij in de middenas van de Sint-Servaaskerk (in medio ecclesiae) werd begraven. Daar werd in 1703 zijn graf teruggevonden, toen gravers bezig waren een nieuwe grafkelder te maken voor proost Jan Adolf van Brederode Bolsward. In de stenen sarcofaag werd een loden grafkruis gevonden met opschrift: † Kal. Aprilis obiit Geldulphus humilis in XPO prepositus. Het kruis werd herbegraven en in 1903 teruggevonden door de archivaris Pierre Doppler, die op grond van de achttiende-eeuwse protocoltekst een gericht onderzoek deed. Het bevindt zich sindsdien in de Schatkamer van de Sint-Servaasbasiliek. In 1988 werd het graf opnieuw geopend en door stadsarcheoloog Titus Panhuysen gedocumenteerd.